# Nessos

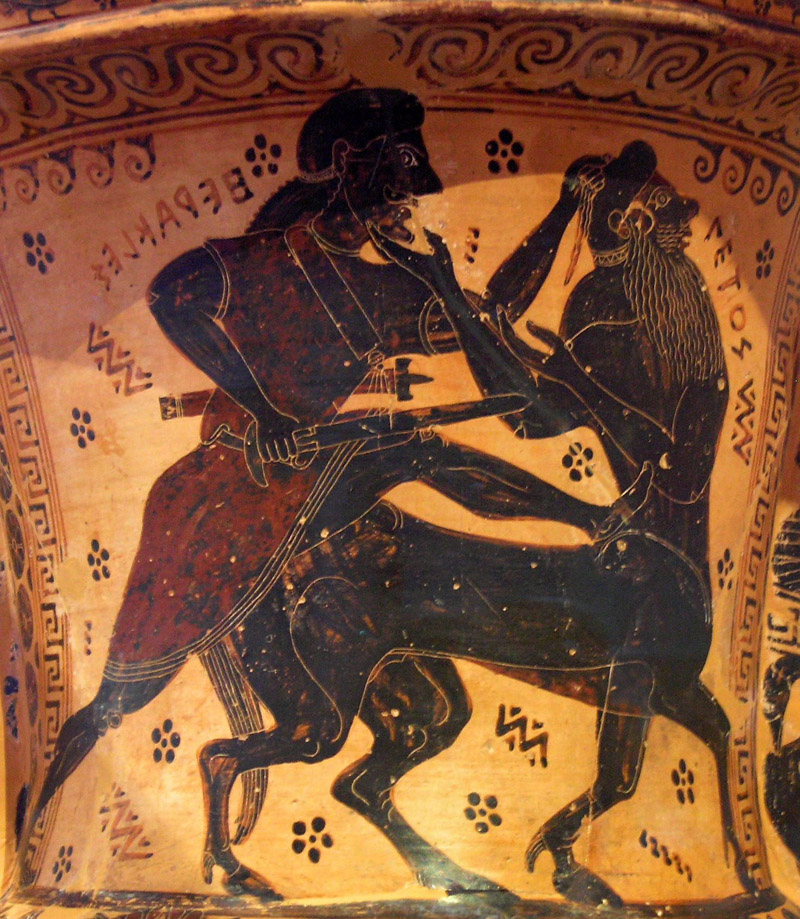
Herakles strider mot Nessos. Detalj från halsen på en attisk svartfigurig vas, cirka 620–610 f.Kr.

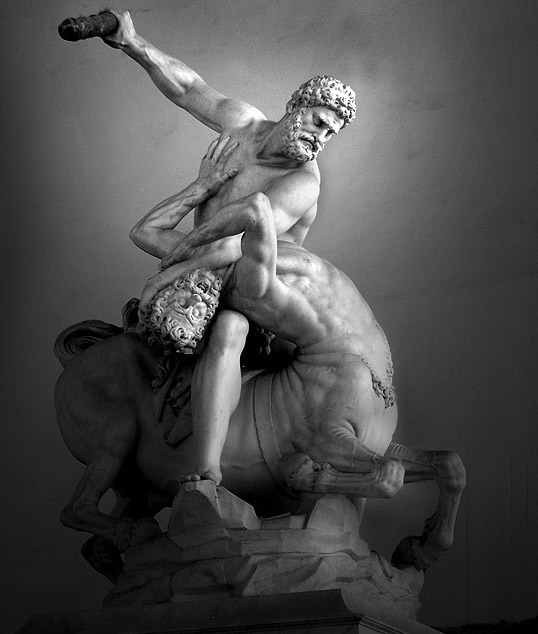
Herakles och Nessos av Giambologna, (1599), Florence.

Nessos var en av kentaurerna i grekisk mytologi. 
Han var bland annat med i striden med lapitherna och ska ha varit färjeman på floden Évinos Potamós. 
Nessos försökte föra bort Herakles hustru Deianeira i samband med att hon skulle ta sig över floden tillsammans med sin man. Herakles sköt en förgiftad pil mot Nessos, som sårades allvarligt. Döende av giftet rådde Nessos Deianeira att samla upp hans blod och bevara detta för att använda det som ett kärleksmedel, för det fall att Herakles kärlek till henne så småningom skulle svikta. Deianeira följde Nessos råd och tog vara på blodet. När Herakles långt senare intresserade sig för en annan kvinna, skänkte Deianeira honom en mantel insmord med Nessos blod. Herakles tog på sig manteln, men då trängde giftet från Nessos blod in i honom. När han försökte ta av sig manteln följde delar av hans kött med. Herakles lät bränna sig själv på bål eftersom smärtorna blev outhärdliga.
Sagan om Nessos hämnd har gett upphov till ordet "nessosmantel" – en olycksbringande gåva.